# Interestatal 24 (Illinois)
La Interestatal 24 (abreviada I-24) es una autopista interestatal ubicada en el estado de Illinois. La autopista inicia en el oeste desde la I 57     en Goreville hacia el este en la I 24     en Metropolis. La autopista tiene una longitud de 62,3 km (38.73 mi).

## Mantenimiento
Al igual que las carreteras estatales, las carreteras federales, la Interestatal 24 es administrada y mantenida por el Departamento de Transporte de Illinois por sus siglas en inglés IDOT.

## Cruces
La Interestatal 24 es atravesada principalmente por la  US 45     en Vienna.